# Azərbaycan Televiziya və Radio Verilişləri Qapalı Səhmdar Cəmiyyəti
Azərbaycan Televiziya və Radio Verilişləri Qapalı Səhmdar Cəmiyyəti es uno de los principales grupos de comunicación azerbayanos. Poseen la emisora "Radio Verilişləri" y el canal de televisión "Azərbaycan Televiziya" (comercialmente conocido como AzTV). El presidente es Arif Nizam oğlu Alışanov.
Algunos de sus programas, sobre todo los musicales, son emitidos en países vecinos como Rusia, Turquía, Irán, Georgia y Turkmenistán.